# Kostel Panny Marie Čenstochovské (Darłowo)
Kostel Panny Marie Čenstochovské v Darlovu je římskokatolický farní kostel v severopolském Darłowě. Duchovní správu kostela zajišťují menší bratři františkáni Maxmiliána Marie Kolbeho v Gdaňsku sídlící v přilehlém klášteře.

## Dějiny

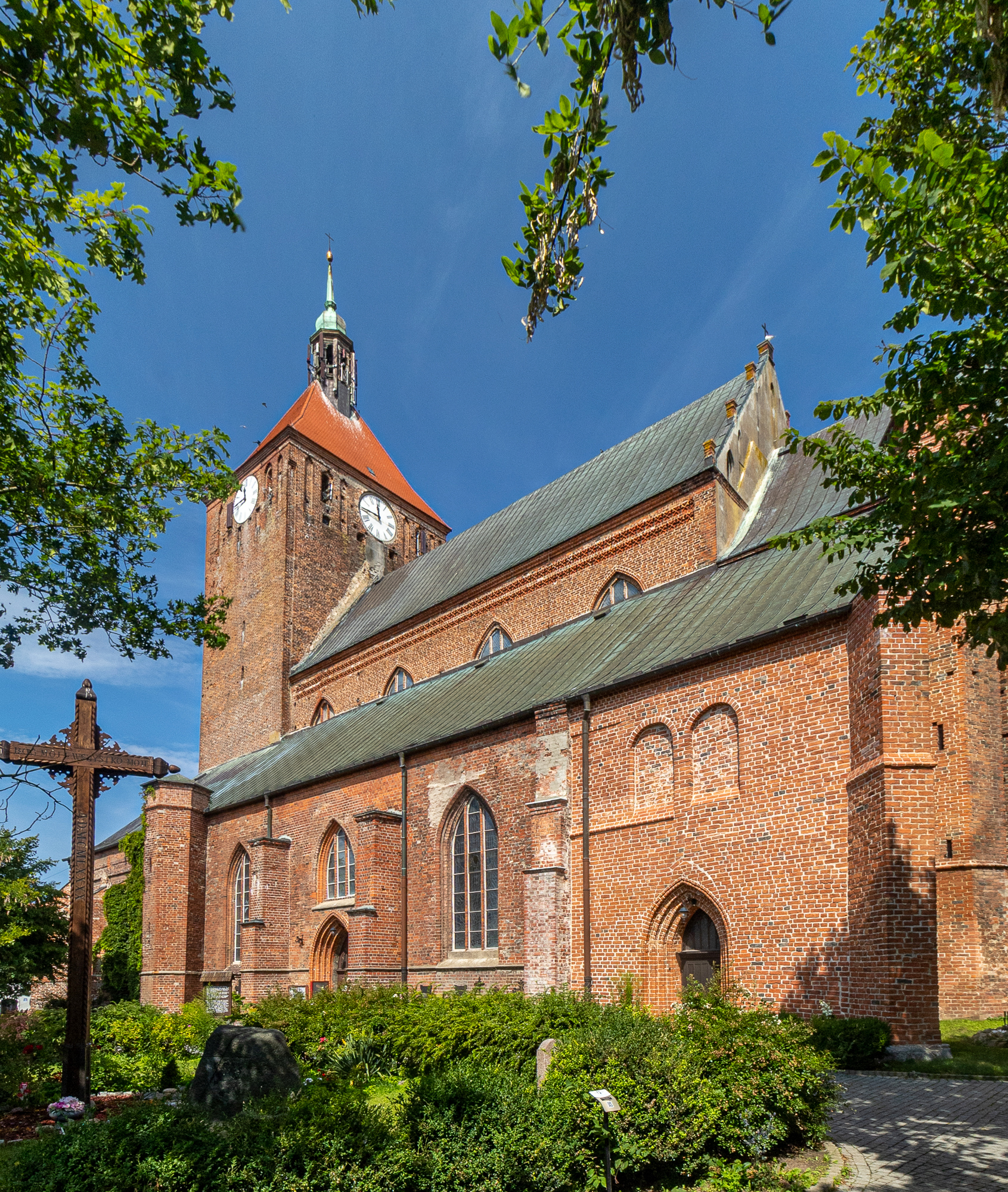
Věž kostela Panny Marie Čenstochovské je viditelná z každého místa ve městě

V roce 1321 zahájil kamenský biskup Konrád prostřednictvím místních velmožů bratrů Święcových stavbu kostela Nanebevzetí Panny Marie. 
V roce 1394 byla z prostředků knížete Bohuslava VIII. pristavěna kostelní věž, sakristie a boční kaple. 
Od roku 1540 budovu využívali protestantští věřící.
Kostel byl několikrát zasažen požárem, který často postihl celé město. Zvláště tragický byl rok 1679, kdy požár způsobený bleskem zničil celý interiér kostela včetně věže. 
Vedle kostela stojí přírodní památka – dub Martina Luthera, vysazený 1. listopadu 1817 u příležitosti 300. výročí reformace. 
V roce 1897 přibyly před chórem a bočními loděmi dřevěné balkony, charakteristické pro protestantské kostely.

### Ve správě františkánů

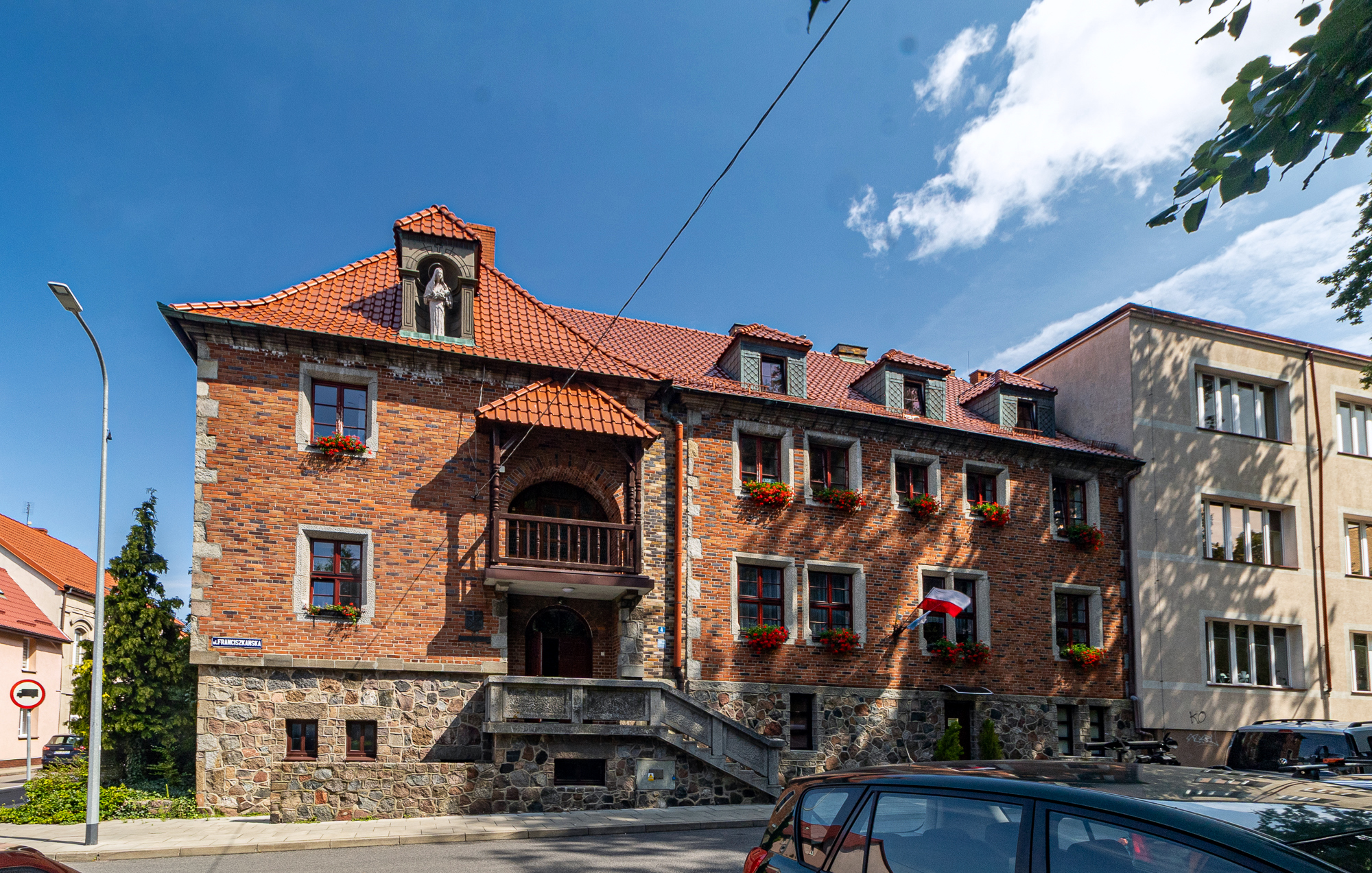
Klášter františkánů v sousedství kostela

Po druhé světové válce, dne 14. srpna 1945, kostel do své péče převzali františkáni z provincie Panny Marie Neposkvrněné a 1. září téhož roku byl vysvěcen. V roce 1951 se stal farním kostelem.
V roce 1974 začaly práce na obnovení gotického charakteru budovy – byly odstraněny dřevěné balkony a omítka zakrývající původní detaily.
V roce 1962 bylo zasvěcení kostela Panně Marii Nanebevzetí změněno na počest Panny Marie Čenstochovské a v hlavním oltáři byl poté umístěn obraz čenstochovské madony. 
Od roku 1992 je darłowský kostel svědkem rostoucí úcty Panny Marie Fátimské, Královně míru a jednoty, jejíž sochu korunoval papež Jan Pavel II. 2. června 1993 během audience v Římě.

## Galerie

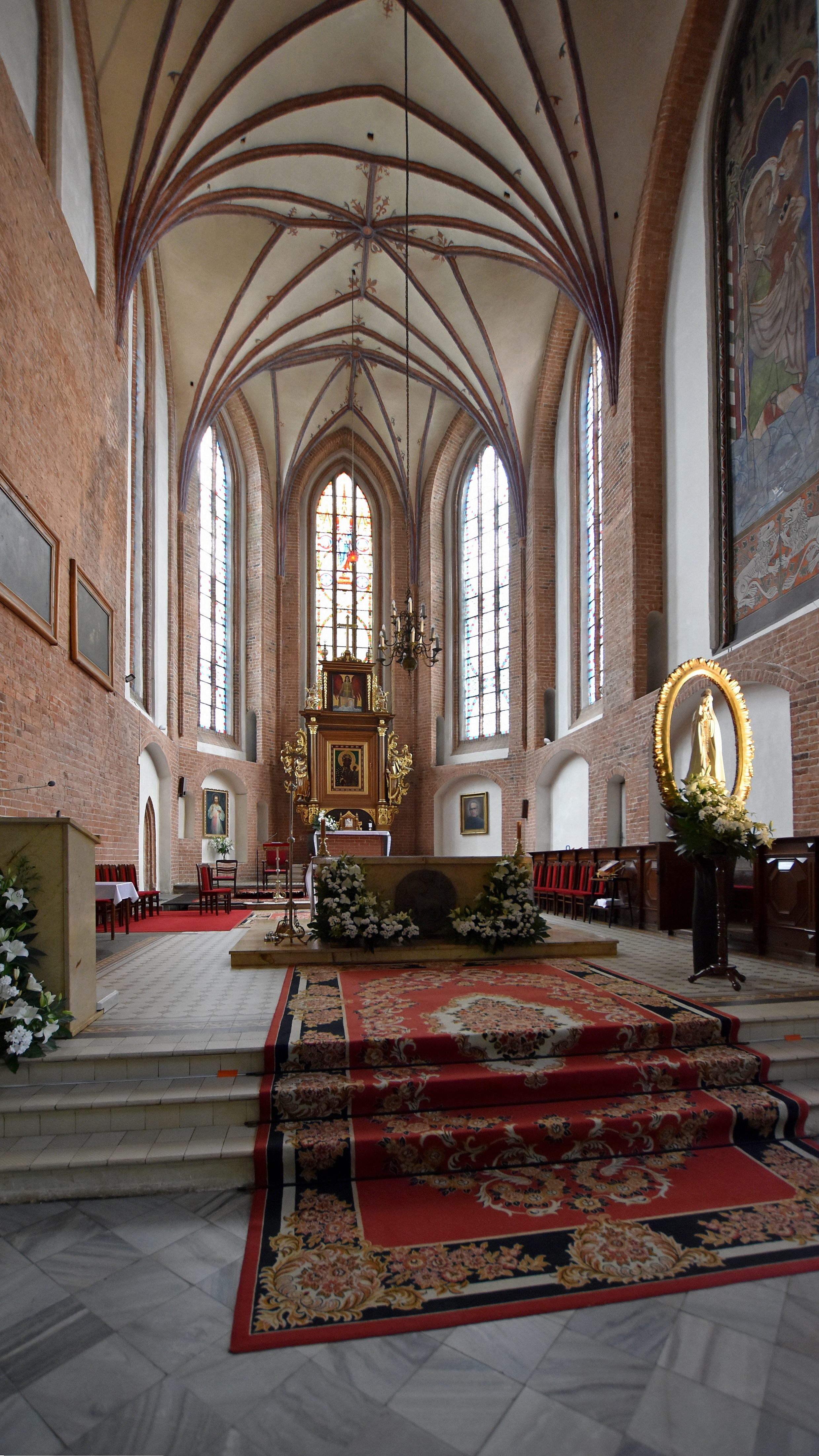
Interiér
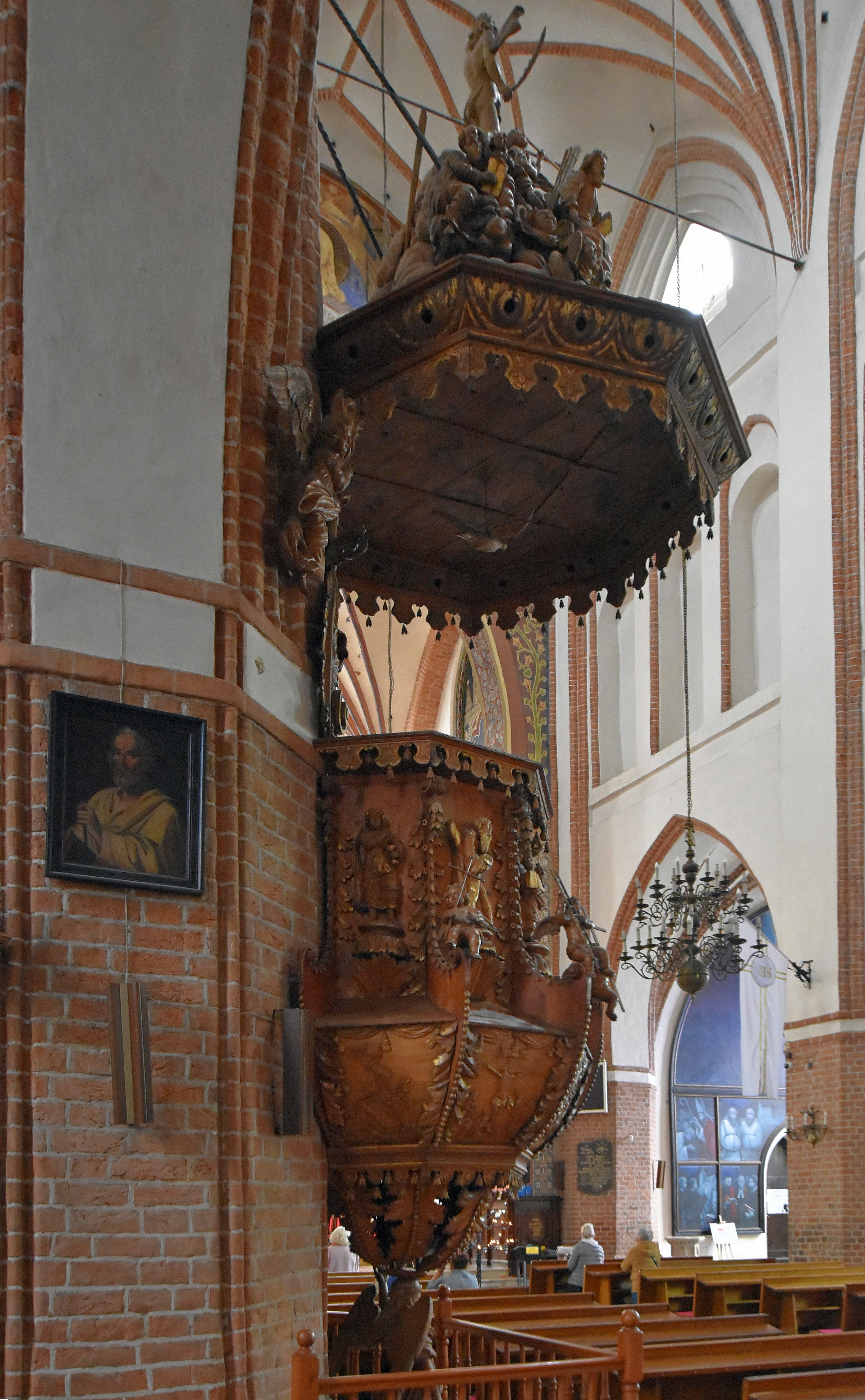
Kazatelna
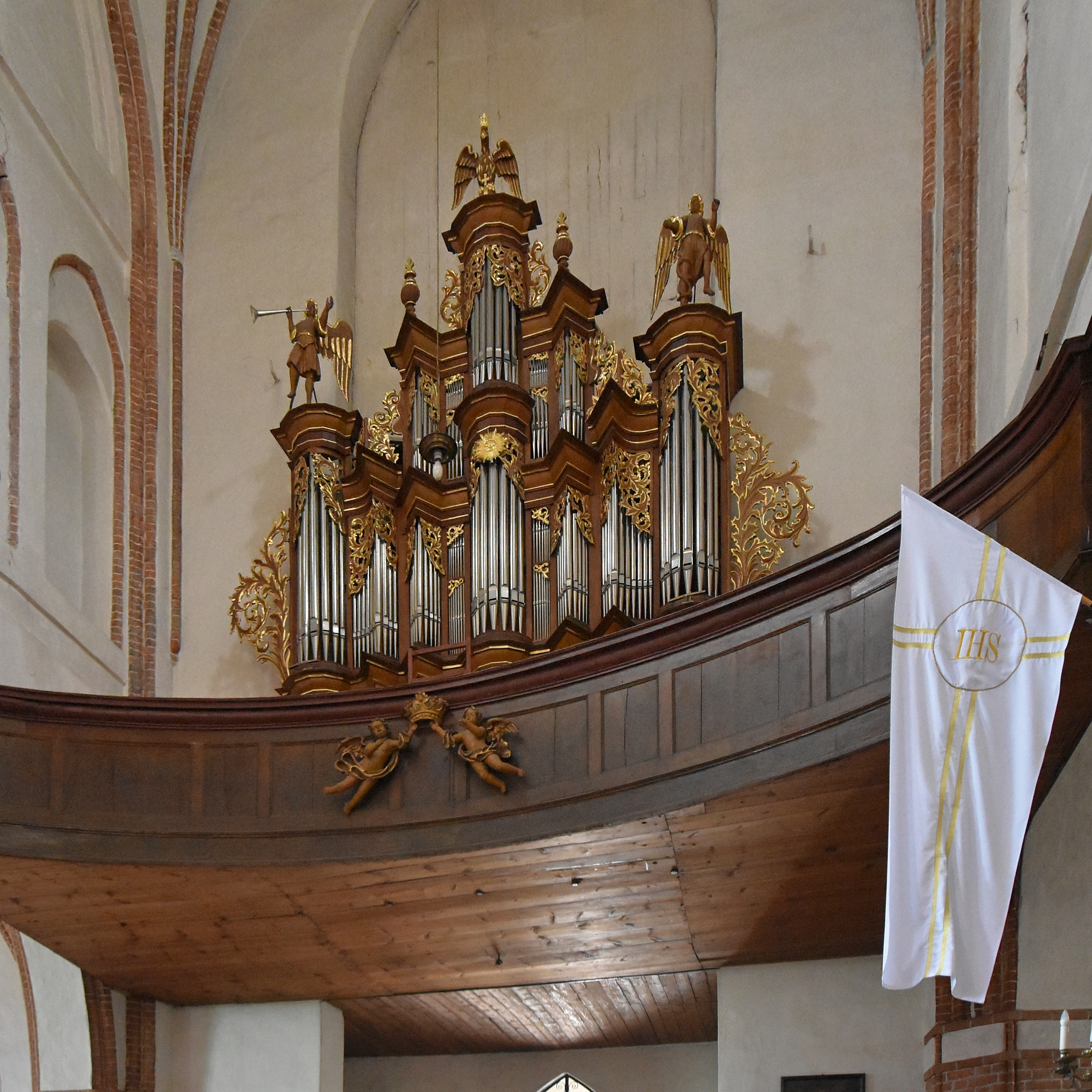
Pěvecký sbor
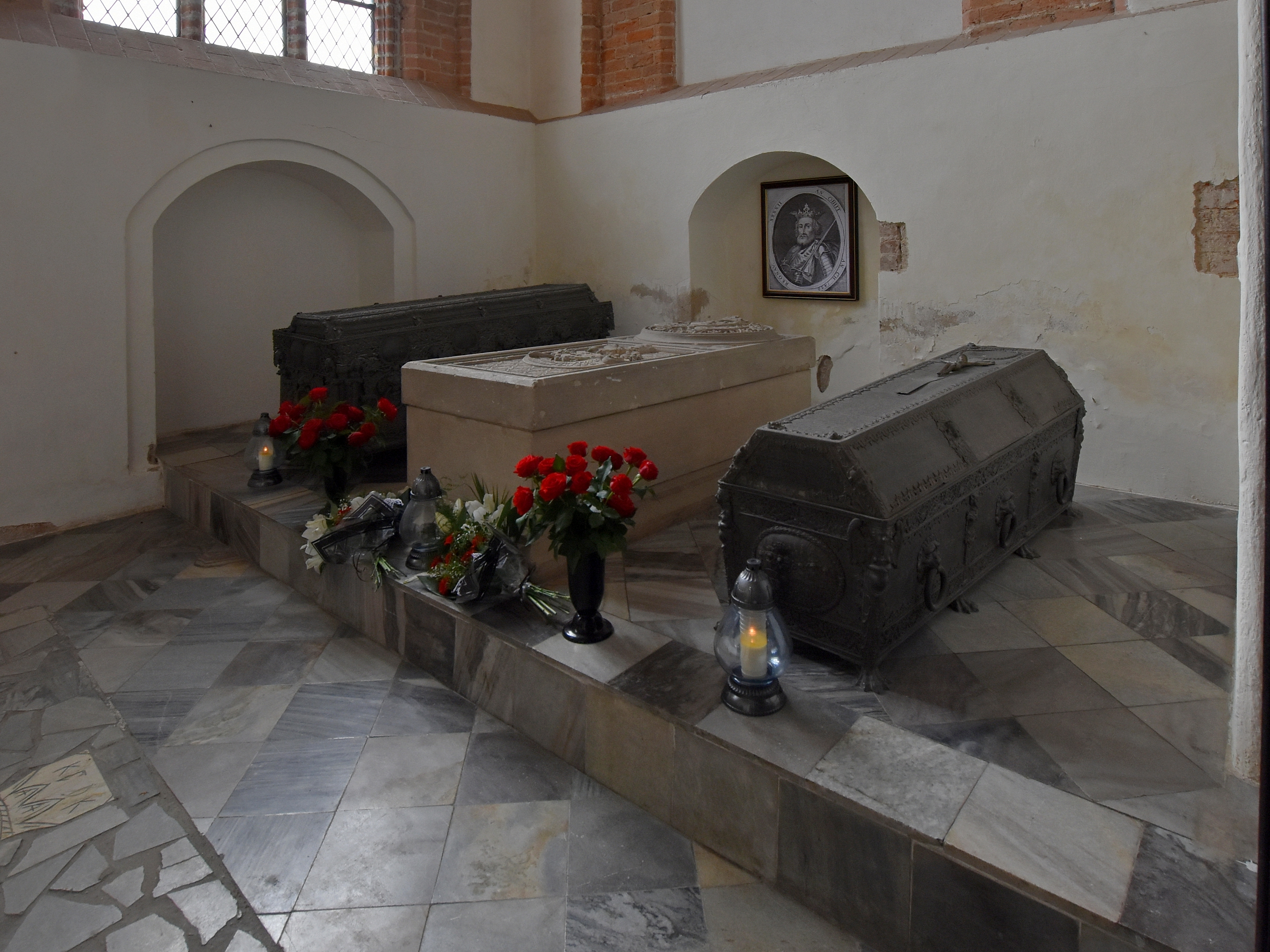
Hrobka Erika Pomořanského
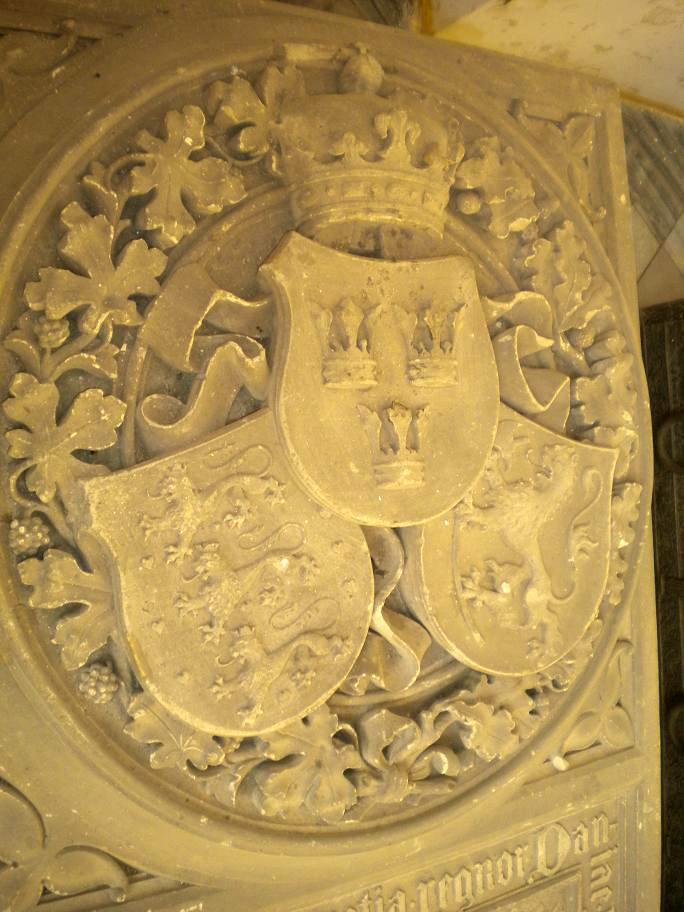
Erby Dánska, Švédska a Norska
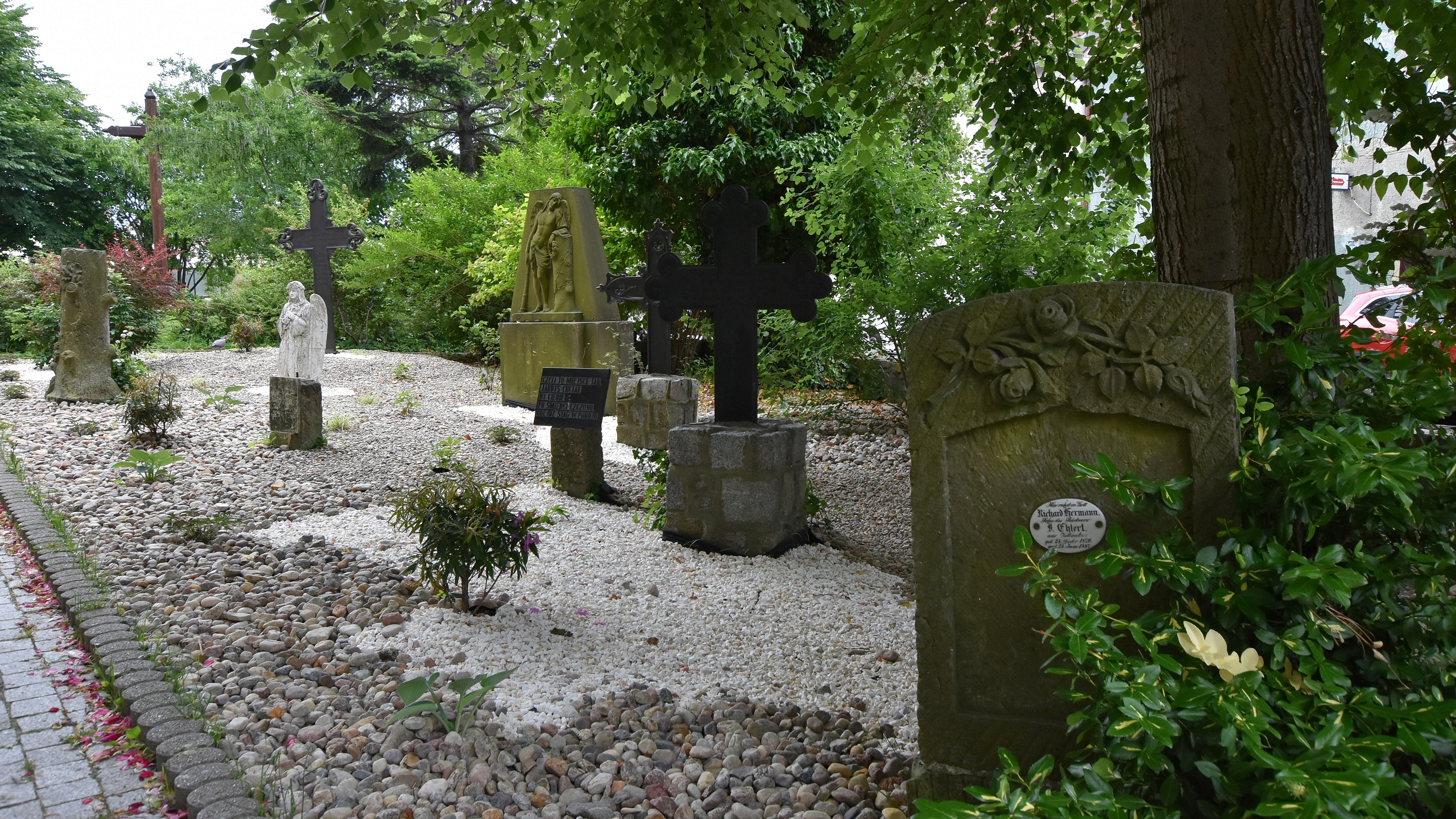
Okolí chrámu

## Mobiliář
Nejcennější památky kostela Panny Marie:
- nádherně vyřezávaná renesanční kazatelna z roku 1684,
- čtyři barokní obrazy z první poloviny 18. století,
- šest portrétů apoštolů z konce 17. století,
- renesanční křtitelnice ze 16. století,
- barokní krucifix a svatostánek ze 17. století,
- barokní stánky ze 17. století,
- mosazný lustr s andělem z přelomu 17. a 18. století,
- varhanní vyhlídka z roku 1853,
- sarkofágy pomořanských vévodů: Erika I., Alžběty , manželky posledního pomořanského vévody Bohuslava XIV., který zemřel v roce 1653, a Hedviky, manželky Oldřicha, bratra Bohuslava XIV.).